# يوسف العاصي الطويل
يوسف العاصي الطويل، مؤلف و كاتب فلسطيني ولد في رفَح، فلسطين عام 1959. درس ليسانس آداب قسم الفلسفة في جامعة عين شمس عام 1983، وهو عضو الاتحاد العام للكتاب و الصحفيين الفلسطينيين في الإمارات منذ عام 1987. لديه عدة مؤلفات أبرزها الصليبيون الجدد الحملة الثامنة دراسة في أسباب التحيز الأمريكي و البريطاني لإسرائيل. 

## السيرة الذاتية
ولد يوسف العاصي إبراهيم الطويل في رفَح، فلسطين يوم ١٦ أبريل عام 1959، و هو يعمل كرئيس مجلس إدارة شركة أبو ظبي لصناعات الأسمدة. لديه مؤهلات علمية عديدة منها: ليسانس آداب قسم الفلسفة من جامعة عين شمس عام 1983، تمهيدي ماجستير من معهد الدراسات الاسلامية في القاهرة 1999، هو طالب ماجستير علوم سياسية في جامعة الازهر في غزة حالياً وأخيراً هو عضو الاتحاد العام للكتاب والصحفيين الفلسطينيين فرع الإمارات منذ عام 1987. عمل المؤلف في قسم المطبوعات في كلية زايد العسكرية في دولة الإمارات العربية المتحدة بين عامي 1987 و 1990, ثم عمل كصاحب مكتبة في مدينة رفح لبيع الكتب وإعداد المطبوعات بين عامي 1990 و 1994 و عمل بعدها مديراً لقسم الإعلام والتوجيه ومدير تحرير مجلة السلامة الفلسطينية في الدفاع المدني الفلسطيني بين عامي 1997 و 1997, ثم عمل كنائب مدير عام شركة أبو ظبي لصناعات الأسمدة بين عامي 1997 و 2003 و بعدها عمل كمدير عام شركة أبو ظبي لصناعات الأسمدة بين عامي 2003 و 2007 و أخيراً قرر التفرغ للكتابة والبحث والدراسة وترك عمله كمدير عام لشركة أبو ظبي لصناعات الأسمدة وعين رئيساً لمجلس الإدارة، هو الآن مقيم بين غزة وأبو ظبي. يوسف العاصي إبراهيم الطويل متزوج وله ٣ أولاد.

## أعمال المؤلف[3][4]

### الكتب
- كتاب أحمد ديدات بين القاديانية والإسلام، مكتبة مدبولي، 2002

- الصليبيون الجدد الحملة الثامنة دراسة في أسباب التحيز الأمريكي والبريطاني لإسرائيل، مكتبة مدبولي، 1997

- أمريكا تاريخ من الغزو والإرهاب، دار صوت القلم العربي، 2010[5]

- حملة بوش الصليبية على العالم الإسلامي، دار صوت القلم العربي، القاهرة، 2009[6]
- النزعة النقدية في فلسفة أبو حامد الغزالي، نور للنشر، 2019[7]
- الأصولية المسيحية والصحوة الإسلامية حرب على الإسلام باسم الحرب على الإرهاب، مكتبة حسن العصرية، 2017

### الدراسات
- الاستشراق والتبشير في العالم الإسلامي، جريدة الوحدة الإماراتية، 1987
- دراسة عن القاديانية، جريدة الوحدة الإماراتية، 1988
- اليهود في الثرات الديني المسيحي، جريدة الخليج الإماراتية، 1989
- البعد الديني للضربة الأمريكية للعراق وعلاقته بمخطط إسرائيل الكبرى، جريدة القدس العربي، 1998
- البعد الديني لحملة بوش الصليبية على العالم الإسلامي في العقل الأمريكي، جريدة الشعب المصرية، 2001

- أندية الروتاري والليونز، جريدة الوحدة الإماراتية، 1987
- نافذه على العجاز العلمي للقرآن، جريدة الوحدة الإماراتية، 1987
- الغزو الفكري، جريدة الوحدة الإماراتية، 1987
- الأمن القومي العربي، مجلة كلية زايد العسكرية، 1990
- ما يجب أن يكون عليه الفعل الفلسطيني حتى يكون اتفاق غزة اريحا .. أولاً وليس أخيراً، جريدة القدس، 1993

- مؤامرة وفخ جديد لحماس .. والقضية في مهب الريح، جريدة القدس العربي، 2007
- حماس أم فتح .. للخلاص طريق ثالث، جريدة القدس العربي، 2007
- مرحلة ما بعد حماس، القدس العربي، 2007
- سناريو ما بعد غزة، مركز الزيتونة للدراسات، 2007
- محور فيلادلفيا بداية التدويل والتوطين، مجلة السياسة الدولية، 2009